# Shamrock Bowl Conference 2019
La Shamrock Bowl Conference 2019 è stata la 33ª edizione del campionato irlandese di football americano di primo livello, organizzato dalla IAFL.

## Squadre partecipanti
| Club                      | Città    | Stadio | Sponsor ufficiale | Risultato nella stagione 2018 |
| ------------------------- | -------- | ------ | ----------------- | ----------------------------- |
| Belfast Knights           | Belfast  |        |                   |                               |
| Belfast Trojans           | Belfast  |        |                   |                               |
| Cork Admirals             | Cork     |        |                   |                               |
| Dublin Rebels             | Dublino  |        |                   |                               |
| South Dublin Panthers     | Lucan    |        |                   |                               |
| University College Dublin | Dublino  |        |                   |                               |
| UL Vikings                | Limerick |        |                   |                               |
| West Dublin Rhinos        | Dublino  |        |                   |                               |

## Stagione regolare

### Calendario

#### 1ª giornata
| Lucan 23 marzo 2019, ore 13:00 | South Dublin Panthers | 7 – 6 referto | Dublin Rebels | Westmanstown Sports and Conference Centre |

| Castleknock 24 marzo 2019, ore 13:00 | West Dublin Rhinos | 14 – 32 referto | University College Dublin | Castleknock College |

| Garraunykee 24 marzo 2019, ore 13:00 | UL Vikings | 9 – 16 referto | Belfast Trojans | UL Bohemians Rugby Club |

#### 2ª giornata
| Belfast 31 marzo 2019, ore 14:00 | Belfast Knights | 23 – 14 referto | Dublin Rebels | Shaw's Bridge Sports Association |

| Cork 31 marzo 2019, ore 14:00 | Cork Admirals | 20 – 14 referto | South Dublin Panthers | Presentation Brothers College Sports Grounds |

#### 3ª giornata
| Garraunykee 7 aprile 2019, ore 14:00 | UL Vikings | 16 – 17 referto | West Dublin Rhinos | UL Bohemians Rugby Club |

#### 4ª giornata
| Belfield 14 aprile 2019, ore 14:00 | University College Dublin | 6 – 13 referto | Cork Admirals | UCD Bowl |

| Castleknock 14 aprile 2019, ore 14:00 | West Dublin Rhinos | 7 – 40 referto | Belfast Trojans | Castleknock College |

| Toberbunny 14 aprile 2019, ore 14:00 | Dublin Rebels | 22 – 13 referto | UL Vikings | ALSAA |

#### 5ª giornata
| Belfast 27 aprile 2019, ore 14:00 | Belfast Trojans | 6 – 6 referto | University College Dublin | Deramore Park |

| Belfast 28 aprile 2019, ore 14:00 | Belfast Knights | 13 – 30 referto | South Dublin Panthers | Shaw's Bridge Sports Association |

#### 6ª giornata
| Toberbunny 5 maggio 2019, ore 14:00 | Dublin Rebels | 10 – 23 referto | Cork Admirals | ALSAA |

| Castleknock 5 maggio 2019, ore 14:00 | West Dublin Rhinos | 16 – 14 referto | Belfast Knights | Castleknock College |

#### 7ª giornata
| Lucan 11 maggio 2019 | Belfast Trojans | 12 – 27 referto | Cork Admirals | Westmanstown Sports and Conference Centre |

| Lucan 12 maggio 2019, ore 16:00 | South Dublin Panthers | 35 – 13 referto | West Dublin Rhinos | Westmanstown Sports and Conference Centre |

#### 8ª giornata
| Lucan 19 maggio 2019, ore 14:00 | South Dublin Panthers | 24 – 20 referto | Belfast Knights | Westmanstown Sports and Conference Centre |

#### 9ª giornata
| Garraunykee 26 maggio 2019, ore 14:00 | UL Vikings | 7 – 35 referto | University College Dublin | UL Bohemians Rugby Club |

| Toberbunny 26 maggio 2019, ore 14:00 | Dublin Rebels | 25 – 20 referto | West Dublin Rhinos | ALSAA |

#### 10ª giornata
| Belfield 2 giugno 2019, ore 14:00 | University College Dublin | 52 – 14 referto | Belfast Knights | UCD Bowl |

| Garraunykee 2 giugno 2019, ore 14:00 | UL Vikings | 0 – 15 referto | Cork Admirals | UL Bohemians Rugby Club |

#### 11ª giornata
| Cork 9 giugno 2019, ore 14:00 | Cork Admirals | 28 – 14 referto | Dublin Rebels | Presentation Brothers College Sports Grounds |

| Belfast 9 giugno 2019, ore 14:00 | Belfast Trojans | 26 – 16 referto | South Dublin Panthers | Deramore Park |

#### 12ª giornata
| Belfast 16 giugno 2019, ore 14:00 | Belfast Knights | 8 – 13 referto | UL Vikings | Shaw's Bridge Sports Association |

| Belfield 16 giugno 2019, ore 14:00 | University College Dublin | 12 – 32 referto | Belfast Trojans | UCD Bowl |

#### 13ª giornata
| Malahide 23 giugno 2019, ore 14:00 | Cork Admirals | 0 – 0 (0-0 0-0 0-0 0-0) referto | Belfast Knights | Estuary Road |

| Belfield 23 giugno 2019, ore 14:00 | University College Dublin | 30 – 27 referto | South Dublin Panthers | UCD Bowl |

#### 14ª giornata
| Castleknock 30 giugno 2019, ore 13:00 | West Dublin Rhinos | 0 – 30 referto | UL Vikings | Castleknock College |

| Belfast 30 giugno 2019, ore 14:00 | Belfast Trojans | 8 – 0 referto | Dublin Rebels | Deramore Park |

#### 15ª giornata
| Cork 7 luglio 2019, ore 14:00 | Cork Admirals | 47 – 7 referto | West Dublin Rhinos | Presentation Brothers College Sports Grounds |

| Toberbunny 7 luglio 2019, ore 14:00 | Dublin Rebels | 13 – 32 referto | University College Dublin | ALSAA |

| Lucan 7 luglio 2019, ore 14:00 | South Dublin Panthers | 7 – 10 referto | UL Vikings | Westmanstown Sports and Conference Centre |

| Belfast 7 luglio 2019, ore 14:00 | Belfast Knights | 9 – 28 referto | Belfast Trojans | Shaw's Bridge Sports Association |

### Classifiche
Le classifiche della regular season sono le seguenti.
- PCT = percentuale di vittorie, G = partite giocate, V = partite vinte, P = partite perse, PF = punti fatti, PS = punti subiti

| Pos. | Squadra                   | PCT  | G | V | N | P | PF  | PS  |
| ---- | ------------------------- | ---- | - | - | - | - | --- | --- |
| 1    | Cork Admirals             | .938 | 8 | 7 | 1 | 0 | 173 | 63  |
| 2    | Belfast Trojans           | .813 | 8 | 6 | 1 | 1 | 168 | 86  |
| 3    | University College Dublin | .688 | 8 | 5 | 1 | 2 | 205 | 125 |
| 4    | South Dublin Panthers     | .500 | 8 | 4 | 0 | 4 | 160 | 138 |
| 5    | UL Vikings                | .375 | 8 | 3 | 0 | 5 | 98  | 120 |
| 6    | Dublin Rebels             | .250 | 8 | 2 | 0 | 6 | 104 | 154 |
| 7    | West Dublin Rhinos        | .250 | 8 | 2 | 0 | 6 | 94  | 239 |
| 8    | Belfast Knights           | .188 | 8 | 1 | 1 | 6 | 101 | 177 |

## Playoff

### Tabellone
|  | Semifinali | Semifinali                | Semifinali |                 |    | XXXIII Shamrock Bowl  | XXXIII Shamrock Bowl | XXXIII Shamrock Bowl |  |
|  |            |                           |            |                 |    |                       |                      |                      |  |
|  | 1          | Cork Admirals             | 6          |                 |    |                       |                      |                      |  |
|  | 1          | Cork Admirals             | 6          |                 |    |                       |                      |                      |  |
|  | 4          | South Dublin Panthers     | 21         |                 |    |                       |                      |                      |  |
|  | 4          | South Dublin Panthers     | 21         |                 | 4  | South Dublin Panthers | 10                   |                      |  |
|  |            |                           |            |                 | 4  | South Dublin Panthers | 10                   |                      |  |
|  |            |                           | 2          | Belfast Trojans | 24 |                       |                      |                      |  |
|  | 2          | Belfast Trojans           | 2          | Belfast Trojans | 24 | 14                    |                      |                      |  |
|  | 2          | Belfast Trojans           |            |                 |    |                       |                      |                      |  |
|  | 3          | University College Dublin | 0          |                 |    |                       |                      |                      |  |

### Semifinali
| Cork 21 luglio 2019, ore 14:00 | Cork Admirals | 6 – 21 referto | South Dublin Panthers | CIT Stadium |

| Belfast 21 luglio 2019, ore 14:00 | Belfast Trojans | 14 – 0 referto | University College Dublin | Deramore Park |

### XXXIII Shamrock Bowl
| Donnybrook 4 agosto 2019, ore 14:00 | South Dublin Panthers | 10 – 24 | Belfast Trojans | Energia Park |

## Verdetti
- Belfast Trojans Campioni dell'Irlanda 2019